# Línea de la Calle Broad
La Línea de la Calle Broad (BSL) (en inglés  Broad Street Line (BSL), Broad Street Subway (BSS)  o Línea Naranja) es una línea de tránsito rápido del Metro de Filadelfia ubicado en Filadelfia, Pensilvania, Estados Unidos. La línea es operada por la Autoridad de Transporte del Sureste de Pensilvania (SEPTA).

## Servicios
Cuatro diferentes servicios operan en la línea de la Calle Broad:
- Local (L) – los trenes tienen marcadores blancos en las luces; se detienen en todas las estaciones
- Express (E) – los trenes tienen marcadores verdes en las luces; se detienen en estaciones selectas entre Fern Rock y Walnut-Locust
- Broad-Ridge Spur (R) – los trenes tienen marcadores amarillos en las luces; ofrecen servicio en Ridge Ave a 8th & Market de lunes a sábados
- Special (S) – los trenes tienen marcadores azules en las luces;  ofrecen servicios en todas las estaciones expresas desde la estación NRG para eventos deportivos

### Indicador del servicio en los trenes
La siguiente tabla muestra los distintos servicios que ofrece esta línea y como aparecen en los vagones:
| OLNEY   | 8th–MARKET | FERN ROCK |
| SOUTH   | NRG        | ERIE      |
| SNYDER  | WALNUT     | GIRARD    |
| SPECIAL | LOCAL      | EXPRESS   |

|  |        | FERN ROCK |
|  |        |           |
|  | WALNUT |           |
|  |        | EXPRESS   |